# Christliche Dienste
Christliche Dienste ist ein internationales Freiwilligenprogramm der deutschen Mennonitengemeinden. Es entstand im Jahr 1986 auf Initiative des Mennonitischen Hilfswerks in Zusammenarbeit mit dem Friedenskomitee und dem Missionskomitee in der Arbeitsgemeinschaft Mennonitischer Gemeinden. Organisatorischer Rahmen ist der Mennonite Voluntary Service e.V. Dieser ist Mitglied in der Aktionsgemeinschaft Dienst für den Frieden und im Evangelischen Forum für entwicklungspolitischen Freiwilligendienst. Christliche Dienste ist anerkannt als Entsendeorganisation für den entwicklungspolitischen Freiwilligendienst weltwärts des Bundesministeriums für wirtschaftliche Zusammenarbeit und Entwicklung und als Internationaler Jugendfreiwilligendienst des Ministeriums für Familie, Senioren, Frauen und Jugend. Der Mennonite Voluntary Service hat auch eine Anerkennung nach § 14b Zivildienstgesetz. Leitgedanke des Freiwilligenprogrammes ist Gehet hin und lernet.
Im Jahr 2019 engagierten sich etwa 80 Freiwillige in 14 Ländern. Sie arbeiteten in Kinder-, Pflege- oder Behinderteneinrichtungen, in der Katastrophenhilfe, im fairen Handel und in Tafeln. Die Projekte umfassen sowohl Kleinstinitiativen einzelner Gruppen und Kirchengemeinden als auch größere regionale Projekte, die auch von anderen kirchlichen Organisationen unterstützt werden. Die Zeitdauer eines Einsatzes ist in der Regel ein Jahr. Die Freiwilligen von Christliche Dienste werden in der Vorbereitungsphase wie auch im Dienst selber und bei der Rückkehr pädagogisch begleitet. Die Einsätze werden durch Spenden von Einzelpersonen, Kirchengemeinden, Unternehmen (Social Sponsoring) und über staatliche Zuschüsse finanziert. Zur Finanzierung des Dienstes selbst bringt jeder Freiwillige monatlich 200,- € durch seine Heimatgemeinde oder einen Unterstützungskreis in den Freiwilligenfond ein. Die weiteren Kosten werden vom Freiwilligenprogramm übernommen.